# Shuuto
Der Shuuto (jap. シュート, shūto von engl. shoot) oder shootball ist eine Wurftechnik eines Pitchers im Baseball. Hierbei wird der Baseball mit der Geschwindigkeit eines Fastballs und vom Werfer aus gesehen mit einem Drall nach außen geworfen.
Der Shuuto ist verwandt mit dem Slider, der aber nach innen ausbricht statt nach außen, und dem Screwball ähnlich, der ebenfalls nach außen wegdreht, aber langsamer ist. Der Wurf wird vor allem von japanischen Pitchern wie Hiroki Kuroda, Masaji Hiramatsu oder Yu Darvish angewendet.
Der Shuuto wird oft im Film Mr. Baseball mit Tom Selleck erwähnt. Hierbei spielt Selleck einen US-Baseballspieler, der nach Japan auswandert und große Schwierigkeiten mit dem Shuuto hat.